# ستيف بليك
ستيف بليك (بالإنجليزية: Steve Blake)‏ مواليد 26 فبراير 1980 في هوليوود، هو لاعب كرة سلة أمريكي بدأ مسيرته الاحترافية في سنة 2003 يلعب مع فريق ديترويت بيستونز في الرابطة الوطنية لكرة السلة ويحمل الرقم 22. يبلغ طوله 6 قدم 3 بوصة (1.9 م).

## فرق لعب لها
- واشنطن ويزاردز
- بورتلاند ترايل بلايزرز
- ميلووكي باكز
- دنفر ناغتس
- لوس أنجلوس كليبرز
- لوس أنجلوس ليكرز
- غولدن ستايت ووريورز
- ديترويت بيستونز

## روابط خارجية
- ستيف بليك على موقع إن بي أي (الإنجليزية)
- ستيف بليك على موقع سبورتس رفرنس (الإنجليزية)
- ستيف بليك على موقع كرة السلة الأوروبية.كوم (الإنجليزية)
- ستيف بليك على موقع كلية كرة السلة في سبورتس رفرنس.كوم (الإنجليزية)
- ستيف بليك على موقع ريلجم (الإنجليزية)
- ستيف بليك على موقع بروبوليرز (الإنجليزية)
- ستيف بليك على موقع سبورتس رفرنس (الإنجليزية)
- ستيف بليك على موقع سبورتس رفرنس (الإنجليزية)